# Пекульней
Пекульней (рос. Пэкульней) — гірський хребет у Північно-Східному Сибіру. Розташований в межах Чукотського автономного округу Російської Федерації, у безлюдній місцевості.
Назва "Пекульней" в перекладі з чукотської мови означає "ніж-гора".

## Географія
Хребет Пекульней є південним продовженням Чукотського нагір'я, яке входить до Східносибірського нагір'я. Цей гірський хребет простягається з півночі на південь приблизно на 300 км, перетинаючи Північне полярне коло. На заході він обмежений Осиновим хребтом Анадирського плоскогір'я. Лежить у басейні річки Анадир та є вододілом між басейнами річок Біла (яка разом з притокою Великою Осиновою протікає західніше хребта) та Танюрер, долина якої лежить на схід від хребта. Обидві річки течуть на південь. Найвищою вершиною хребта Пекульней є гора Колюча висотою 1381 м. На півдні хребет досягає Анадирської низовини.
Основу хребта Пекульней складають ефузивні та сланцево-пісковикові осадові мезо-кайнозойські породи, серед яких трапляються інтрузії основних порід. На схилах хребта на висоті до 300-500 м над рівнем моря панує мохово-трав'яниста тундра, поросла рідкими чагарниками та кедровим сланцем. Вище поширена лишайникова кам'яниста тундра з розрідженим рослинним покривом. На схилах найвищої середньої частини хребта є безліч багаторічних сніжників та чотири карові льодовики (площа кожного з яких перевищує 0,3 км²).